# Местный пузырь

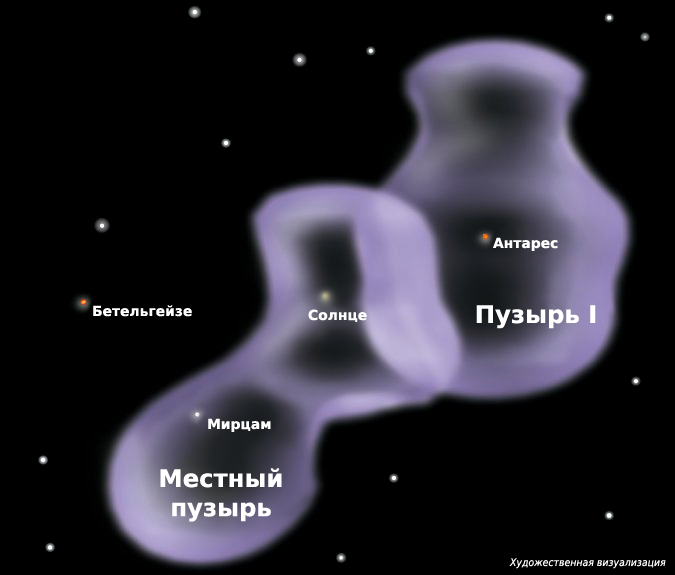
Местный пузырь (включает Солнце и Мирцам — β Большого Пса) и Пузырь I (включает Антарес)

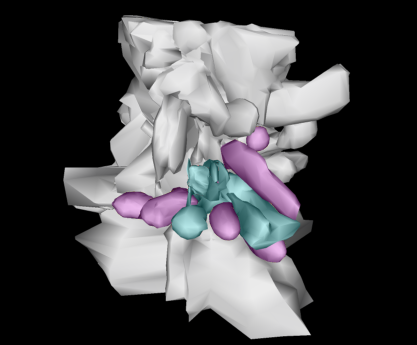
3D представление Местного пузыря (Белый) с примыкающим Местным межзвёздным облаком (розовый) и частью Пузыря I (зелёный)

Местный пузырь — область разрежённого горячего газа неправильной формы в межзвёздной среде внутри рукава Ориона в нашей Галактике. Он тянется по крайней мере на 300 св. лет и состоит из нейтрального водорода с плотностью примерно 1/10 от средней плотности межзвёздной среды, которая, в свою очередь, составляет 0,5 атома в кубическом сантиметре. Горячий разрежённый газ (температура около миллиона кельвинов) излучает в рентгеновском диапазоне. Местный пузырь образовался в результате взрыва нескольких сверхновых (по расчётам работы 2001 года 3—6, и даже больше), которые взорвались около 10—12 млн лет назад. Остатком одного из кандидатов в такие сверхновые является Геминга — пульсар в созвездии Близнецов. По данным работы 2022 года сверхновых было 15, а возраст пузыря 14,4 миллиона лет.

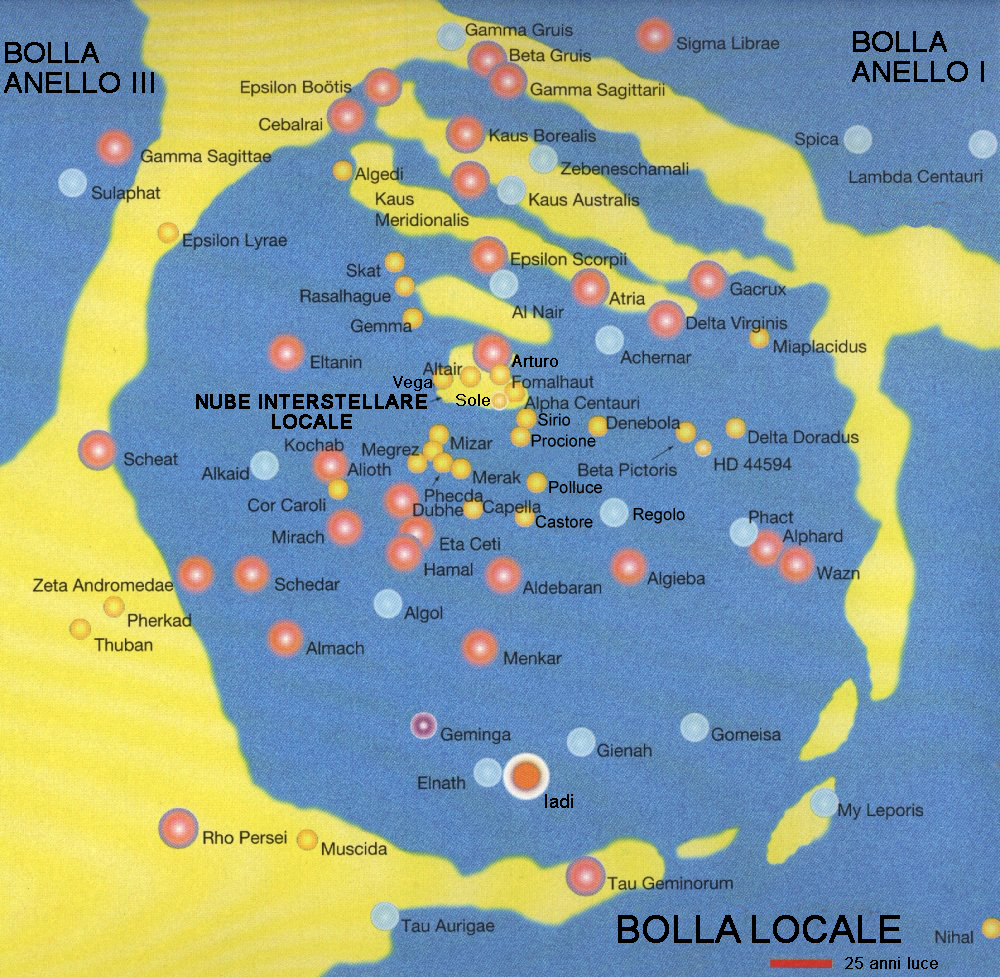
Структура местного пузыря. Показано положение Алголя, Альдебарана, Альтаира, Альфы Центавра, Ахернара, Веги, Капеллы, Кастора, Мицара, Поллукса, Регула, Солнца, Фомальгаута и других звёзд. Изображение ориентировано так, что звёзды, ближайшие к центру Галактики, находятся на его вершине

Солнечная система проходит сквозь область Местного пузыря последние 5 или даже 10 млн лет. В настоящее время она проходит сквозь Местное межзвёздное облако (ММО) — небольшой более плотный участок внутри Местного пузыря. Это межзвёздное облако образовалось там, где соединяются Местный пузырь и Пузырь I. Плотность газа внутри ММО — 0,1 атомов в кубическом сантиметре. Местный пузырь имеет продолговатую форму. Он приподнимается над галактическим диском, и так как он участвует в галактическом вращении, то его форма становится похожей на песочные часы.
К Местному пузырю также примыкают другие пузыри, то есть области с пониженной плотностью межзвёздного газа, соединённые туннелями. Пузырь I образовался взрывами сверхновых и звёздными ветрами звёзд, входящих в звёздную ассоциацию Скорпиона-Центавра, и находится в 500 св. годах от Солнца. Также есть ещё 2 пузыря: Пузырь II и Пузырь III.